# Premi Joaquim Serra
El Premi Joaquim Serra de composició de sardanes i música per a cobla va ser instituït el 1958 per recordar la figura del músic i compositor Joaquim Serra i Corominas (1907-1957), promotor de la música popular catalana durant el franquisme. L'impulsà per l'Agrupació Cultural i Folklòrica Barcelona homenatjant el seu soci de mèrit per l'activitat de composició i difusió de la música catalana, que aquest havia centrat especialment en la sardana i la música per a cobla. El premi s'atorgà de forma discontínua fins al 1999, quan el substituí el Memorial Joaquim Serra.

## Història
Entre els anys 1958 i 1999 se celebraren setze convocatòries del Premi Joaquim Serra, que en les edicions 1958-1972 i 1998-1999 premiava una obra de música per a cobla i una sardana, i en les restants convocatòries únicament una sardana; entre els premiats hi hagué alguns dels grans compositors per a cobla del segle xx. En els anys 1976 i 1977 s'enregistraren tres discos de les obres finalistes d'ambdues convocatòries. Les convocatòries del premi tingueren una primera i una segona èpoques (1958-1964 i 1976-1985) i tres convocatòries "despenjades" (1972, 1998 i 1999).

## Premiats
Primera etapa (triennal, 1958-1964)
- 1958 Impressions pirinenques de Francesc Basil, suite; Maig, sardana de F.Basil; Lloança a Joaquim Serra, sardana d'Agustí Borgunyó enregistrada per la cobla Sabadell en el DC Nostàlgia, Agustí Borgunyó (Barcelona: PICAP, 2006 ref. 910468-02)
- 1961 Nadala de Francesc Basil, glosa; Sa Caleta de Lloret, sardana de Francesc Fornells
- 1964 Sant Raimon de Penyafort de Francesc Bonastre, suite; Complanta a Joaquim Serra, sardana de Segimon Claveria
- 1972 Auca tràgica i mort del Plem, de Joan Lluís Moraleda, suite; Alt Empordà, sardana de Ricard Viladesau

Segona etapa (anual, 1976-1985)
- 1976 Os de Balaguer, sardana de Josep Maria Bernat (enregistrada)
- 1977 El petit Oriol, sardana de Josep Prenafeta (enregistrada)
- 1978 Roses de Tardor, sardana de Fèlix Martínez Comín; Esplai, sardana de Josep Maria Ruera, premi RTVE
- 1979 L'encís del mar, sardana de Josep Prenafeta[2]
- 1980 Castell d'Estela, sardana de Pere Fontàs
- 1981 Castell d'Aro, sardana de Joan Gibert
- 1982 Amor meu, sardana de Josep Capell
- 1983 Navata, sardana de Jaume Cristau
- 1984 Impetuosa, sardana de Josep Capell
- 1985 La festa de Sant Lluc, sardana de Josep Maria Mestre
- 1998 Les Guilleries, d'Eduard Martí i Teixidor, suite per a dues cobles; A trenc d'alba, sardana de Joan Lluís Moraleda; El pati dels tarongers, sardana de Pepita Llunell, Premi Popular (les dues, enregistrades a Memorial Joaquim Serra)
- 1999 Tres de deu amb folre i manilles de Joan Lluís Moraleda, poema; Música per a tu, sardana de Joan Jordi Beumala (enregistrada a Memorial Joaquim Serra); Un brot de ginesta, sardana de Jaume Cristau, Premi Popular

## Gravacions
- Premis Joaquim Serra, sardanes finalistes [1976], enregistrament de la cobla Els Montgrins en LP (Madrid: Mediterráneo, 1976 ref. LP-0155)
- Premis Joaquim Serra 1977, enregistrament de la cobla La Principal de la Bisbal en LP (Barcelona: Discophon, 1978 ref. Ster-129)
  - Premis Joaquim Serra [1977], enregistrament de la cobla Selvatana i l'Orfeó Català (Barcelona: Phonic, 1978 ref. DRL-6003 Phonic)